# Pałac w Rzędziszowicach
Pałac w Rzędziszowicach – wybudowany w latach 1880–1890 w Rzędziszowicach.

## Położenie
Pałac położony jest we wsi w Polsce, w województwie dolnośląskim, w powiecie trzebnickim, w gminie Zawonia.

## Historia
Obiekt wzniesiony w stylu neobarokowym. Budynek murowany, czworoboczny, dwutraktatowy, piętrowy, nakryty dachem czterospadowym łamanym z lukarnami jest częścią zespołu pałacowego, w skład którego wchodzi jeszcze park.